# Ludwig Tacke
Andreas Christian Ludwig Tacke, auch Louis Tacke (* 6. Dezember 1823 in Braunschweig; † 22. Juli 1899 ebenda), war ein deutscher Architektur- und Historienmaler.

## Leben
Tacke besuchte in den Jahren 1838 bis 1849 das Braunschweiger Collegium Carolinum, wo er bei Heinrich Brandes Landschaftsmalerei lernte. Von 1849 bis 1851 studierte er vielversprechend an der Kunstakademie Düsseldorf bei Theodor Hildebrandt. Hier fiel er seinen Kollegen und Zeitgenossen auf, obwohl er zwar „nur wenige Bilder geliefert hat, in diesen aber desto vollendeter aufgetreten ist, denn er paart die wissenschaftliche Treue mit dem poetischen Schwunge. Sein großes Bild, den Kölner Domchor mit mittelalterlicher Staffage darstellend, kann in der That vollendet genannt werden.“ Seine Ausbildung setzt er kurz in München bei dem Historienmaler Carl Theodor von Piloty fort. Er arbeitet dann ab 1860 als Theatermaler am Hoftheater Braunschweig. Vielzählige Reisen führten ihn nach Bamberg, Nürnberg und Meißen sowie in das Alpenvorland. Seinen Malstil zeichnete zum einen seine Vorliebe für das architektonische Detail aus, zum anderen das noch der Spätromantik verbundene Spiel mit Licht und Farbverläufen, die die Atmosphäre des Genius loci trotz Abwesenheit von Personen einfangen sollte. „Er fasst besonders die mittelalterliche Architektur mit tiefem Eingehen in das Wesen des Styles auf und weiss die Staffage in gutem Einklang mit der Architektur zu bringen (...)“.

## Werk

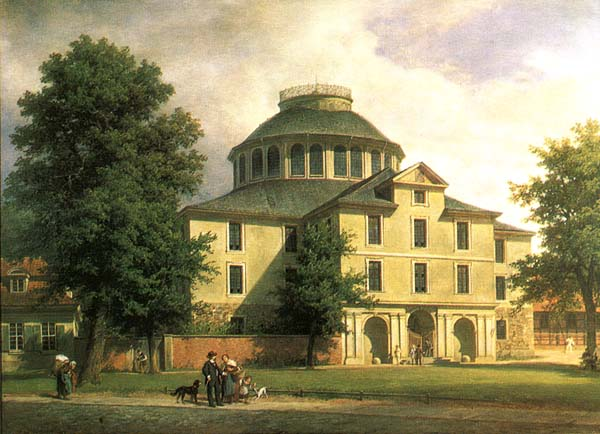
Die Bibliotheksrotunde Das Äußere der alten Bibliothek in Wolfenbüttel, 1888

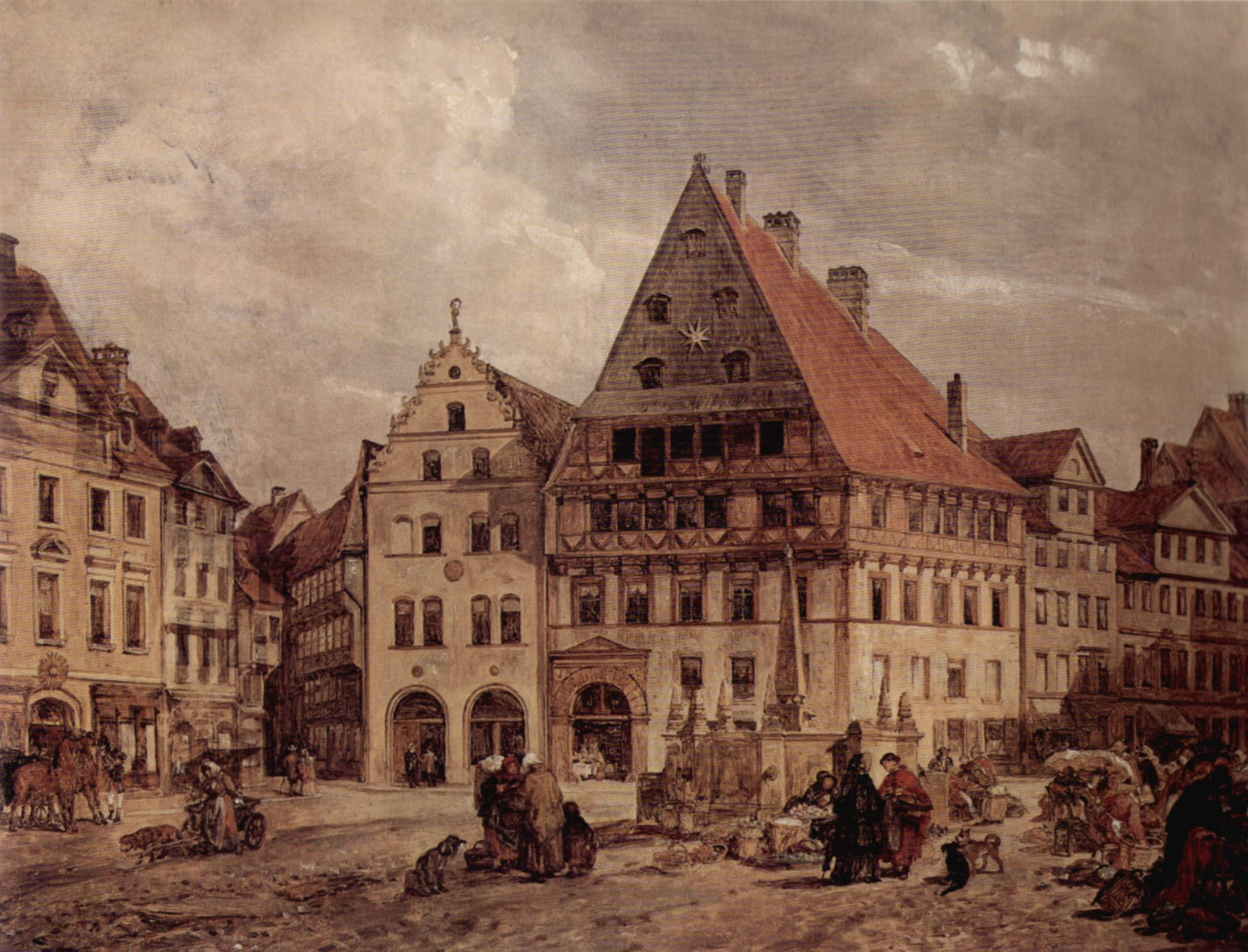
Der Kohlmarkt in Braunschweig, 1894

Sein Werk umfasste zunächst während seiner Reisen entstandene historisierende Darstellungen von Gebäuden und Landschaften als Ölgemälde, z. B.
- Der Grossvater bei Blankenburg (Ansicht der markanten Felsmauer), um 1850
- Der Kölner Dom, 1851[7]
- Kreuzgang des Klosters Walkenried, um 1850[8]
- Ansicht eines Jagdschlosses mit einem zinnenbekrönten Dach, 1853[9]
- Die neue Börse in Bremen, um 1855
- Ziegelei bei Helmstedt, Gemälde, Ölgemälde um 1882[10]
- Innenansicht des Kölner Doms, 1866

Dann schuf er vor allem die für die Düsseldorfer Malerschule typischen Genrebilder
- Die Auffindung Henning Brabandts
- Brunonia segnet die Künste
- Turnier auf dem Altstadtmarkt 1544
- Jagdgesellschaft, um 1861
- Walpurgisnacht nach Goethes ‘Faust’, 1882[11]
- Heinrich als jugendlicher Sieger über die Wenden, 1881[12]

Schwerpunkt ist jedoch das mittelalterliche Braunschweig und seine Umgebung
- Lange Brücke am Waisenhaus
- Innenansicht der Aegidienkirche zu Braunschweig, 1855
- Hagenmarkt mit Opernhaus von Westen
- Das Innere der alten Bibliothek in Wolfenbüttel, 1887[13][14]
- Das Äußere der alten Bibliothek in Wolfenbüttel, 1888[15]
- Kohlmarkt von Westen mit Häusern Zum Stern und Zur Rose, 1894

Auf Empfehlungen prominenter Käufer seiner Werke, wie den Welfenkönigen oder Prinz Ludwig von Baden erhielt er größere Aufträge für Innengestaltungen oder Schaustücke, so im
- Kloster Riddagshausen[16]

Seit der Öffnung einer großen Ludwig-Tacke-Ausstellung am 6. Juli 1941, zeigt das Städtische Museum Braunschweig zahlreiche Werke Tackes, die jedoch erst 1972 in ihrem kunstgeschichtlichen und zeitgenössischen Kontext gewürdigt wurden.